# لوئیس آر. چینورت
لوئیس آر. چینورت (به انگلیسی: Louis R. Chênevert) (زاده ۱۹۵۸) کارآفرین و مدیر ارشد اجرایی آمریکایی-کانادایی است، که اکنون به‌عنوان مدیر عامل اجرایی و رئیس هیئت مدیره شرکت یونایتد تکنالوجیز فعالیت می‌نماید.
چینورت پیش از این به مدت ۱۴ سال در سطوح مختلف مدیریتی در جنرال موتورز، اشتغال داشته، همچنین در فاصله سال‌های ۱۹۹۹ تا ۲۰۰۶ نیز مدیرعامل شرکت پرت اند ویتنی بود. وی از سال ۲۰۰۸ تاکنون مدیرعامل یونایتد تکنالوجیز است.